# O Erro de Descartes
O Erro de Descartes, Emoção, Razão e Cérebro humano é um livro de 1994 pelo neurologista António Damásio.
O livro lida com a teoria do dualismo mente/corpo proposto por René Descartes, retratando com detalhes neuroanatómicos o modo de funcionamento da mente. O erro de Descartes, segundo Damásio, terá sido a não apreciação de que o cérebro não foi apenas criado por cima do corpo, mas também a partir dele e junto com ele.
Best-seller, vendeu 100 mil exemplares no seu primeiro ano de lançamento.